# Циган (мінісеріал)
«Циган» (рос. «Цыган») — радянський художній чотирисерійний фільм 1979 року, знятий режисером  Олександром Бланком за мотивами однойменного роману  Анатолія Калініна.

## Сюжет
Молода сільська жінка, Клавдія Пухлякова, знаходить біля роздавленої танками кибитки циганського хлопчика. Пошкодувавши дитину, вона бере його додому і ростить як власного сина. Проходить 16 років. Одного разу в селі з'являється циган Будулай, самотній, чоловік, що багато пережив. Він дуже швидко завойовує симпатії прийомного сина Пухлякової. Підозрюючи, що Будулай і є батько хлопчика, Клавдія побоюється, що спокій родини буде порушений.

## У ролях
- Міхай Волонтір —  Будулай Романов
- Клара Лучко —  Клавдія Петрівна Пухлякова
- Олексій Нікульников —  Ваня, син Клавдії
- Ніна Русланова —  Катька-Аеропорт
- Майя Булгакова —  Лущиліха
- Леонід Неведомський —  Тимофій Ілліч
- Матлюба Алімова —  Настя
- Василь Руснак —  Вася
- Іван Рижов —  директор конезаводу генерал Стрепєтов
- Ольга Жуліна —  Нюра, дочка Клавдії
- Соня Тимофєєва —  Шелоро
- Рудик Овсепян —  Єгор
- Михайло Долгінін —  Мішка Солдатов
- Михайло Матвєєв —  Шелухін
- Володимир Заманський —  Привалов
- Євген Буренков —  начальник училища Андрій Миколайович
- Світлана Коновалова —  Клавдія Андріївна Привалова
- Стасіс Петронайтіс —  Ожогін
- Юрій Шерстньов —  ватажок банди
- Олег Хабалов —  вусатий циган
- Костянтин Бутаєв —  циганський бандит
- Думітру Карачобану —  директор радгоспу
- Марія Капніст —  стара циганка
- Валерій Майоров —  Ігор
- Сергій Присєлков —  старшина Полікарп Тарасович Пилипчук (Карпуша)

## Знімальна група
- Режисер-постановник:  Олександр Бланк
- Автори сценарію: Наталія Калініна,  Олександр Бланк, Радій Кушнерович
- Оператор-постановник: Микола Васильков
- Художник-постановник: Анатолій Наумов
- Композитор: Валерій Зубков